# フジボグサ
フジボグサ（藤穂草、学名: Uraria crinita）はマメ科フジボグサ属の常緑亜低木。別名フジボハギ。中国名は、猫尾草（別名：猫尾射、兔尾草）。

## 特徴
木本状の多年草で、草丈0.3–1.5メートル (m) ほど。葉は大きくやや厚く光沢のある奇数羽状複葉が互生し、側小葉は全縁で1–4対が対生する。小葉は卵形から長楕円形で長さ6–12センチメートル (cm) 。開花期は初夏で、紅紫色の花が多数集まった、長さ約40 cm、直径約4 cmの総状花序を直立させる。その様をフジに見立てて「藤穂草」と命名された。花期は遠くからも花序がよく目立つ。節果は緑色で3–7小節からなり、側面を接して折れ曲がる。染色体数 2 n=22。

## 分布と生育環境

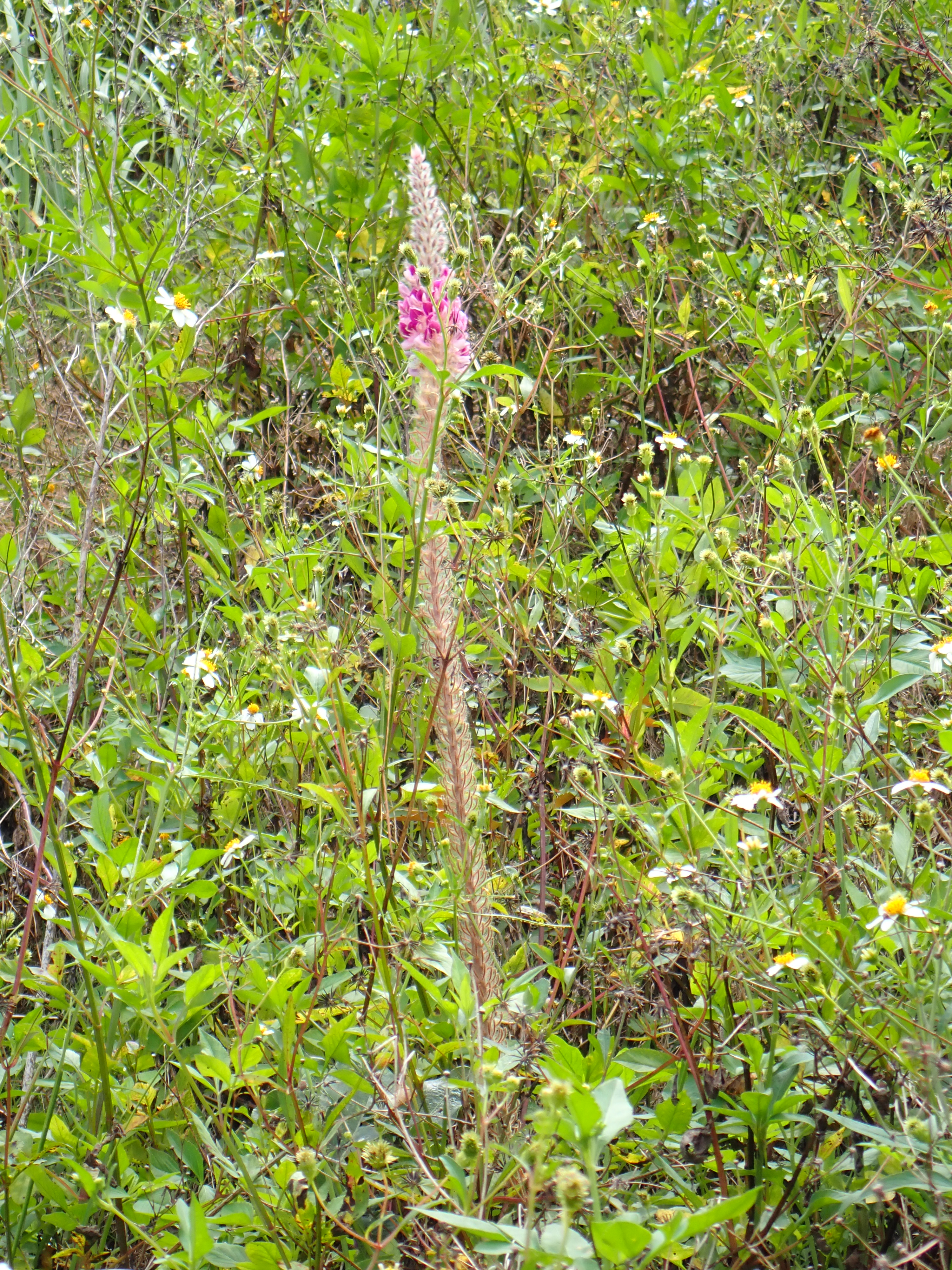
長く伸びたフジボグサの総状花序

沖縄県宮古島、石垣島、小浜島、西表島にやや普通に産する。日本国外では台湾、中国、東南アジアなど旧世界の熱帯に広く分布する。低地の道沿いや原野、耕作地の脇や道路法面などの陽地に生える。

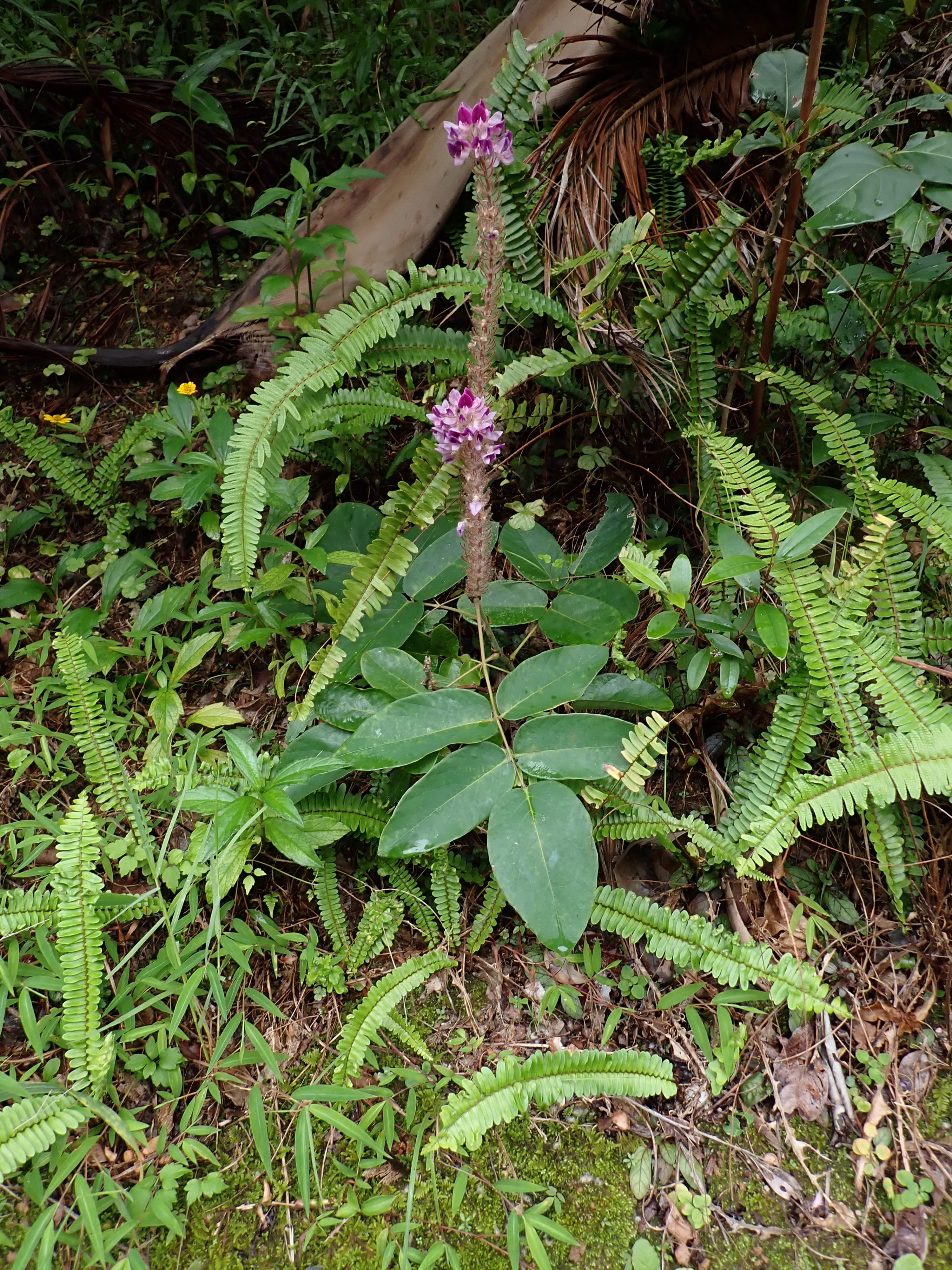
道端のフジボグサ

## 利用
中国南部では全草を虎尾輪と称して薬用にし、咳止め、止血、子宮脱、脱肛などに用いる。

## 近縁種
フジボグサ属は旧世界の熱帯～亜熱帯に20種が分布する。国内では本種の他に2種が同様の環境に生育し、本種とは葉形などの違いで識別可能。オオバフジボグサ（学名：U. lagopodioides、別名ヤエヤマフジボグサ）は単葉～3出複葉で頂小葉が特に大きく、葉面へ不規則に白斑が入る。宮古島、下地島、石垣島、西表島、波照間島に稀に産する。ホソバフジボグサ（学名：U. picta）は奇数羽状複葉で側小葉2–4対、小葉は細長い線形で白斑が入る形態で、宮古島、石垣島、小浜島、西表島にごく稀に産する。